# 뉘른베르크의 전투
뉘른베르크의 전투(Battle of Nuremberg) 또는 뉘른베르크의 난투극은 포르투갈 축구 국가대표팀과 네덜란드 축구 국가대표팀의 2006년 FIFA 월드컵 16강전 경기를 이르는 용어로, 2006년 6월 25일 독일 뉘른베르크의 프랑켄슈타디온에서 열렸으며, 포르투갈이 네덜란드를 1-0으로 꺾었다.
경기 도중 지속적으로 발생한 선수들간의 다툼으로 주심인 발렌틴 이바노프가 총 4장의 레드카드와 16장의 옐로카드를 사용했으며, 역대 FIFA 월드컵 사상 가장 많은 경고 및 퇴장이 나온 기록을 세웠다.

## 배경
2006년 FIFA 월드컵 당시 네덜란드는 죽음의 조로 평가받는 C조에 속해 있었으며, 조별 라운드 1차전과 2차전에서 세르비아 몬테네그로와 코트디부아르를 상대로 각각 1-0, 2-1 승리를 거둔 뒤 3차전에서 아르헨티나와 0-0 무승부를 기록하며 아르헨티나에 이은 조 2위로 16강에 진출하였다.
포르투갈은 D조에 속해 있었으며, 조별 라운드 1차전, 2차전, 3차전에서 앙골라, 이란, 멕시코를 상대로 각각 1-0, 2-0, 2-1 승리를 거두어 3전 전승으로 조 1위를 차지해 16강에 진출하였다.
또한 경기 전까지 양 팀은 총 9번 맞대결을 펼쳤으며, 이 중 포르투갈이 5승 3무 1패로 우위를 보였다. 네덜란드는 UEFA 유로 1992 예선에서 승리한 이후로 14년 동안 포르투갈을 상대로 한 번도 승리하지 못했으며, 이 기간 중에는 2002년 FIFA 월드컵 유럽 지역 예선에서 네덜란드가 포르투갈에 패배해 조 3위로 FIFA 월드컵 본선에 진출하지 못한 것이나 UEFA 유로 2004 준결승전에서 포르투갈이 네덜란드를 상대로 승리를 거두어 결승에 진출한 것이 포함되었다.

## 경기 진행
| 포르투갈   | 1 : 0  | 네덜란드 |
| ---------- | ------ | -------- |
| 마니시 23′ | 리포트 |          |

| 포르투갈 | 네덜란드 |

| 포르투갈:              |    |                     |           |     |
|                        |    |                     |           |     |
| GK                     | 1  | 히카르두            | 76′       |     |
| RB                     | 13 | 미겔                |           |     |
| CB                     | 5  | 페르난두 메이라     |           |     |
| CB                     | 16 | 히카르두 카르발류   |           |     |
| LB                     | 14 | 누누 발렌트         | 76′       |     |
| CM                     | 6  | 코스티냐            | 31′ 45+1′ |     |
| CM                     | 18 | 마니시              | 20′ 23′   |     |
| RW                     | 7  | 루이스 피구 (주장)  | 60′       | 84′ |
| AM                     | 20 | 데쿠                | 73′ 78′   |     |
| LW                     | 17 | 크리스티아누 호날두 |           | 34′ |
| CF                     | 9  | 파울레타            |           | 46′ |
| 교체 명단:             |    |                     |           |     |
| GK                     | 12 | 킹                  |           |     |
| GK                     | 22 | 파울루 산투스       |           |     |
| DF                     | 2  | 파울루 페헤이라     |           |     |
| DF                     | 3  | 마르쿠 카네이라     |           |     |
| DF                     | 4  | 히카르두 코스타     |           |     |
| MF                     | 8  | 프티                | 50′       | 46′ |
| MF                     | 10 | 우구 비아나         |           |     |
| MF                     | 11 | 시망                |           | 34′ |
| FW                     | 15 | 루이스 보아 모르트  |           |     |
| MF                     | 19 | 티아구              |           | 84′ |
| FW                     | 21 | 누누 고메스         |           |     |
| FW                     | 23 | 엘데르 포스티가     |           |     |
| 감독:                  |    |                     |           |     |
| 루이스 펠리피 스콜라리 |    |                     |           |     |

| 네덜란드:        |    |                            |           |     |
|                  |    |                            |           |     |
| GK               | 1  | 에드빈 판 데르 사르 (주장) |           |     |
| RB               | 3  | 할리드 불라루즈            | 7′ 63′    |     |
| CB               | 13 | 안드레 오이여르            |           |     |
| CB               | 4  | 요리스 마테이선            |           | 56′ |
| LB               | 5  | 히오바니 판 브론크호르스트 | 59′ 90+5′ |     |
| RM               | 18 | 마르크 판 보멀             | 2′        | 67′ |
| CM               | 20 | 베슬러이 스네이더르        | 73′       |     |
| LM               | 8  | 필립 코퀴                  |           | 84′ |
| RW               | 17 | 로빈 판 페르시             |           |     |
| CF               | 7  | 디르크 카위트              |           |     |
| LW               | 11 | 아르연 로번                |           |     |
| 교체 명단:       |    |                            |           |     |
| GK               | 22 | 헹크 티머르                |           |     |
| GK               | 23 | 마르턴 스테켈렌뷔르흐      |           |     |
| DF               | 2  | 케위 얄린스                |           |     |
| MF               | 6  | 데니 란트자트              |           |     |
| FW               | 9  | 뤼트 판 니스텔로이         |           |     |
| MF               | 10 | 라파얼 판 데르 파르트      | 74′       | 56′ |
| DF               | 12 | 얀 크롬캄프                |           |     |
| DF               | 14 | 욘 헤이팅아                |           | 67′ |
| DF               | 15 | 팀 더 클레르               |           |     |
| MF               | 16 | 헷비허스 마뒤로            |           |     |
| FW               | 19 | 얀 페네호르 오프 헤셀링크  |           | 84′ |
| FW               | 21 | 리안 바벌                  |           |     |
| 감독:            |    |                            |           |     |
| 마르코 판 바스턴 |    |                            |           |     |

### 과정
경기가 시작된 지 2분만에 마르크 판 보멀이 옐로카드를 받았으며, 5분 뒤 할리드 불라루즈가 크리스티아누 호날두에게 거친 태클을 해 옐로카드를 받았다. 이후 전반 20분 마니시가 판 보멀에게 반칙을 해 옐로카드를 받았으며, 3분 뒤 마니시가 득점에 성공하며 포르투갈이 1-0으로 앞서나가게 되었다. 이후 전반 31분 뒤 코스티냐가 필립 코퀴에게 반칙을 해 옐로카드를 받았으며, 4분 뒤 불라루즈가 다시 한 번 호날두에게 거친 태클을 해 결국 호날두는 허벅지 부상으로 시망 사브로자와 교체되었다. 그 뒤 전반 종료 직전 코스티냐가 고의적인 핸드볼 파울을 범해 다시 한 번 경고를 받아 레드카드를 받으면서 경기 첫 퇴장자가 되었다.
그 뒤 후반전이 시작되었고, 후반 5분 프티가 옐로카드를 받았고, 10분 뒤 루이스 피구가 판 보멀을 머리로 들이받은 뒤 히오바니 판 브론크호르스트와 실랑이를 벌이다 서로 옐로카드를 받았다. 이후 후반 18분 불라루즈가 피구의 안면을 팔꿈치로 가격해 다시 한 번 경고를 받아 레드카드를 받으면서 퇴장당했으며, 이 과정에서 불라루즈와 안드레 오이여르가 포르투갈 벤치에 있었던 선수들과 충돌했다.
10분 뒤 히카르두 카르발류의 부상 상황에서 경기장 밖으로 처리된 볼을 치료가 끝난 뒤 네덜란드가 그대로 공격으로 이어갔으며, 이에 분노한 데쿠가 욘 헤이팅아에게 거친 태클로 저지해 옐로카드를 받았다. 그 직후 베슬러이 스네이더르가 프티를 밀어 넘어뜨려 옐로카드를 받았으며, 라파엘 판 데르 파르트 또한 옐로카드를 받았다. 3분 뒤 히카르두와 누누 발렌트가 각각 시간 지연과 거친 파울로 옐로카드를 받았고, 이후 로빈 판 페르시가 페널티 지역에서 시뮬레이션 동작을 취했지만 경고가 주어지지 않았다.
그 뒤 후반 33분 프리킥 상황에서 데쿠가 시간 지연을 이유로 다시 한 번 경고를 받아 레드카드를 받으면서 퇴장당했으며, 이 과정에서 데쿠와 실랑이를 벌이던 코퀴에게는 경고가 주어지지 않았다. 이후 후반 43분 시망이 에드빈 판 데르 사르와 볼 경합 도중 거친 반칙을 했지만 경고가 주어지지 않았고, 경기 종료 직전 판 브론크호르스트가 티아구 멘데스에게 반칙을 범해 다시 한 번 경고를 받아 레드카드를 받으면서 퇴장당했다.

## 경기 후
경기 후 FIFA의 회장인 제프 블래터는 경기의 주심이었던 발렌틴 이바노프가 수준 낮은 경기 진행으로 레드카드와 옐로카드를 남발했다고 비난했으며, 경고를 받아야 할 사람은 이바노프였다고 혹평했다. 이후 블래터는 자신의 발언이 경솔했다는 것을 인정하고 사과의 뜻을 밝혔다.
이후 포르투갈은 8강에서 잉글랜드와 맞대결을 펼치게 되었으며, 출전이 불가능한 코스티냐와 데쿠 없이 잉글랜드를 상대로 승부차기에서 승리해 4강에 진출했다.

## 같이 보기
- 베른의 전투
- 산티아고의 전투